# السعودية في الألعاب الأولمبية الصيفية 1996
نافست السعودية في الألعاب الأولمبية الصيفية 1996 في أتلانتا، الولايات المتحدة الأمريكية. شارك 29 رياضيّ في 13 حدث في 5 رياضات.

## ألعاب القوى
5000 متر – رجال
- عليان القحطاني

- التصفيات — لم يبدأ (← لم يتأهل)

10000 متر – رجال
- عليان القحطاني

- التصفيات — لم ينهي (← لم يتأهل)

400 متر تتابع – رجال
- صالح السعيدان ومحمد البيشي وهاشم الشرفا وهادي صوعان

- التصفيات — 3:04.67
- نصف النهائي — 3:07.18 (← لم يتأهل)

400 متر حواجز – رجال
- هادي صوعان

- التصفيات — 49.94ث (← لم يتأهل)

3000 متر موانع – رجال
- إبراهيم العسيري يحيى

- التصفيات — 8:46.37 (← لم يتأهل)

## كرة القدم
النتائج
| الفريق   | ل | ف | ت | خ | له | عليه | +/- | ن |
| -------- | - | - | - | - | -- | ---- | --- | - |
| فرنسا    | 3 | 2 | 1 | 0 | 5  | 2    | +3  | 7 |
| إسبانيا  | 3 | 2 | 1 | 0 | 5  | 3    | +2  | 7 |
| أستراليا | 3 | 1 | 0 | 2 | 4  | 6    | −2  | 3 |
| السعودية | 3 | 0 | 0 | 3 | 2  | 5    | −3  | 0 |

| إسبانيا           | 1 – 0          | السعودية |
| ----------------- | -------------- | -------- |
| أوسكار غارسيا 80' | تقرير المباراة |          |

| أستراليا                       | 2 – 1          | السعودية         |
| ------------------------------ | -------------- | ---------------- |
| Tsekenis 11' · مارك فيدوكا 63' | تقرير المباراة | محمد الخليوي 37' |

| فرنسا                                            | 2 – 1          | السعودية      |
| ------------------------------------------------ | -------------- | ------------- |
| فلوريان موريس 20' (ركلة.) · انطوان سيبيريسكي 49' | تقرير المباراة | فؤاد أنور 26' |

التشكيلة
المدرب:  Ivo Wortmann

| رقم. | المركز. | اسم اللاعب              | تاريخ الميلاد (العمر)     | لعب | النادي   |
| ---- | ------- | ----------------------- | ------------------------- | --- | -------- |
| 1    | حارس    | حسين الصادق             | 15 أكتوبر 1973 (العمر 22) |     | القادسية |
| 2    | مدافع   | محمد شلية الجهني        | 28 سبتمبر 1975 (العمر 20) |     | الأهلي   |
| 3    | مدافع   | عبد الله الواكد         | 29 سبتمبر 1975 (العمر 20) |     | الشباب   |
| 4    | مدافع   | محمد الخليوي*           | 24 مايو 1971 (العمر 25)   |     | الاتحاد  |
| 5    | مدافع   | عبد الله سليمان زبرماوي | 15 نوفمبر 1973 (العمر 22) |     | الأهلي   |
| 6    | وسط     | فؤاد أنور               | 13 أكتوبر 1972 (العمر 23) |     | الشباب   |
| 7    | وسط     | خميس الزهراني           | 3 أغسطس 1976 (العمر 19)   |     | الاتحاد  |
| 8    | مدافع   | حسين سليماني            | 21 يناير 1977 (العمر 19)  |     | الأهلي   |
| 9    | مهاجم   | حمزة إدريس              | 8 أكتوبر 1972 (العمر 23)  |     | Ohud     |
| 10   | وسط     | إبراهيم ماطر            | 10 يوليو 1975 (العمر 21)  |     | النصر    |
| 11   | مهاجم   | عبيد الدوسري            | 2 أكتوبر 1975 (العمر 20)  |     | الوحدة   |
| 12   | وسط     | حسين المساري            | 16 أغسطس 1974 (العمر 21)  |     | الهلال   |
| 13   | وسط     | خالد الرشيد             | 3 أغسطس 1974 (العمر 21)   |     | الهلال   |
| 14   | وسط     | عبد الله القرني         | 8 أغسطس 1976 (العمر 19)   |     | النصر    |
| 15   | مدافع   | عبد العزيز المرزوق      | 16 يوليو 1975 (العمر 21)  |     | النصر    |
| 16   | وسط     | خميس العويران           | 8 سبتمبر 1973 (العمر 22)  |     | الهلال   |
| 17   | مهاجم   | عبد الرحمن سيفين        | 12 يونيو 1974 (العمر 22)  |     | الأهلي   |
| 18   | حارس    | راشد المقرن             | 7 نوفمبر 1977 (العمر 18)  |     | الشباب   |

## الرماية
سكيت
- سعيد المطيري
  - 117 نقطة – الترتيب 32م

## رفع الأثقال
وزن الذبابة
- بنيان الدوسري
  - 227.5 نقطة – الترتيب 15

## الفروسية
الوثب الاستعراضي – فردي – رجال
- رمزي الدهامي
  - الترتيب 39
- خالد العيد
  - الترتيب 44
- كمال باحمدان
  - لا ترتيب

الوثب الاستعراضي – فرق – رجال
- رمزي الدهامي وخالد العيد وكمال باحمدان
  - الترتيب 17

## روابط خارجية
- التقارير الأولمبية الرسمية